# Tebing Tinggi (Padang Hilir)
Tebing Tinggi is een bestuurslaag in het regentschap Tebing Tinggi van de provincie Noord-Sumatra, Indonesië. Tebing Tinggi telt 6261 inwoners (volkstelling 2010).